# Luka Žorić
Luka Žorić (Zadar, 5. studenog 1984.) je hrvatski profesionalni košarkaš. Član hrvatskog košarkaškog kluba Zadar, gdje igra na poziciji centra. Bio je najkorisniji igrač hrvatske All-Star utakmice 2008. s 18 poena i 11 skokova. Također je proglašen za MVP regularne sezone Hrvatske A1 lige.

## Vanjske poveznice
- Profil na NLB.com
- Profil na KK-Zagreb.hr
- Statistika